# 松村達郎
松村 達郎（まつむら たつろう、1962年7月23日 - ）は、日本のフィギュアスケート選手（アイスダンス）。パートナーは東野章子。全日本フィギュアスケート選手権2位（1988年 - 1991年）。東京都出身。青山学院大学卒業。身長は171cm。

## 経歴
1988年、東野章子とカップルを組み、全日本選手権で滝野薫/滝野賢治組に次いで2位に入る。その後、1991年まで同選手権では4年連続の2位となる。
引退後は、アイスダンスコーチとして活躍し、1998年の長野オリンピックでは日本人初のアイスダンスコーチとしてリンクサイドに立つ。その後、日本スケート連盟に所属し、トリノオリンピック・バンクーバーオリンピック・ソチオリンピックの日本選手団の総務を務めた。
2014年、ソチオリンピックにおいて、浅田真央、鈴木明子の練習拠点にアルメニアのリンクを選んだことで、戦犯の一人として批判された。
2016年に国際スケート連盟 (ISU) Development Commissionとして役員に就任。
2018年6月のISU総会で理事に当選。

## 主な戦績
| 大会/年          | 1988-89 | 1989-90 | 1990-91 | 1991-92 |
| ---------------- | ------- | ------- | ------- | ------- |
| 全日本選手権     | 2       | 2       | 2       | 2       |
| NHK杯            |         | 8       |         | 11      |
| プラハ杯         |         |         | 4       |         |
| ゴールデンスピン |         |         | 3       |         |